# Dromos

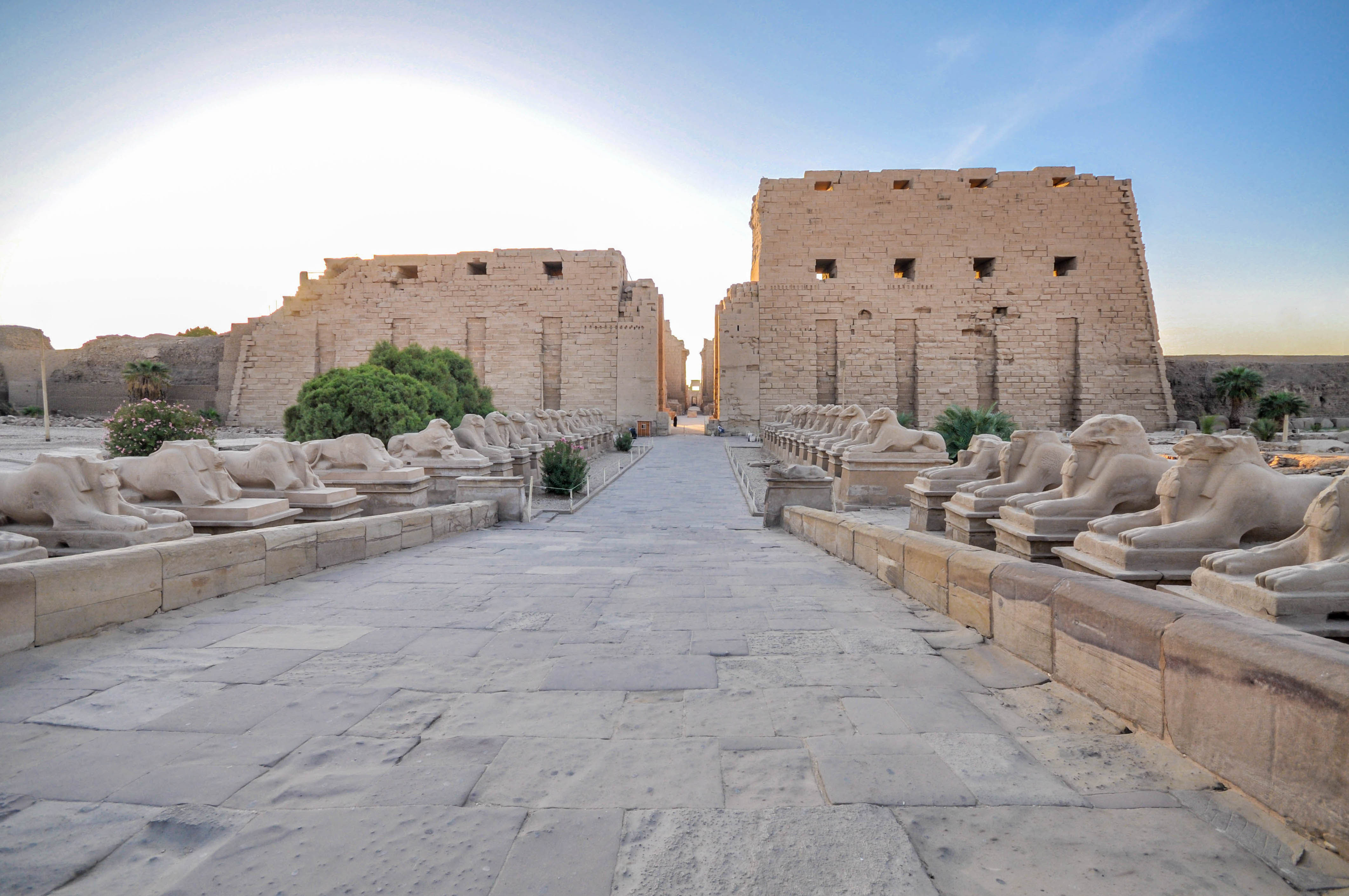
Dromos du temple d'Amon à Karnak.

Un dromos (chemin, en grec) est une allée, généralement bordée de sphinx, prolongeant, vers l'extérieur, l'axe d'un temple pour le relier à un autre édifice ou à un embarcadère du Nil.
Les plus célèbres sont :
- le dromos reliant les temples de Karnak aux berges du Nil, bordé de quarante sphinx à corps de lion, certains portant une tête de bélier à cornes retournées, dits Criosphinxs ou Sphinx criocéphales (inscrit au Patrimoine mondial par l'Unesco en 1979), d'autres une tête humaine. Il date de la XIXe dynastie et mène au lac sacré et au canal rejoignant le Nil, qu'empruntaient les barques sacrées, en particulier lors des grandes processions rejoignant Louxor au cours de la cérémonie d'Opet.

- le dromos rectiligne de 2,5 km reliant le temple de Louxor au premier pylône du Grand temple d'Amon à Karnak, bordé de plus de 700 sphinx. Il n'en subsiste que les deux extrémités, ainsi qu'un tronçon mis au jour au centre de la ville moderne ; d'autres tronçons pourraient être ensevelis sous les habitations.

- le dromos précédant le temple d'Isis à Philæ, bordé de deux colonnades réalisées par l'empereur Auguste.

- des sphinx à l'effigie d'Hatchepsout bordaient le dromos du temple de Deir el-Bahari.

Par extension, on appelle « dromos » le (long) couloir permettant d'accéder aux grandes sépultures collectives en hypogée datées de la Préhistoire, de l'Antiquité grecque (tombes à chambre et tombeaux en ruche) ou étrusque.